# Мшана-Дольна (гмина)
Гмина Мшана-Дольна (пол. Gmina Mszana Dolna)  —  сельская гмина (волость) в Польше, входит как административная единица в Лимановский повет,  Малопольское воеводство. Население — 16 358 человек (на 2004 год).

## Демография
Данные по переписи 2004 года:
| Перепись                         | Всего   | Всего | Женщины | Женщины | Мужчины | Мужчины |
| -------------------------------- | ------- | ----- | ------- | ------- | ------- | ------- |
| Единицы                          | человек | %     | человек | %       | человек | %       |
| Население                        | 16 358  | 100   | 7954    | 48,6    | 8404    | 51,4    |
| Плотность населения (чел./кв.км) | 96,3    | 96,3  | 46,8    | 46,8    | 49,5    | 49,5    |

## Поселения
1. Глисне
2. Касинка-Мала
3. Касина-Велька
4. Любомеж
5. Лентове
6. Лостувка
7. Мшана-Гурна
8. Ольшувка
9. Раба-Нижна

## Соседние гмины
1. Гмина Добра
2. Гмина Каменица
3. Гмина Любень
4. Мшана-Дольна
5. Гмина Недзведзь
6. Гмина Пцим
7. Гмина Рабка-Здруй
8. Гмина Виснёва